# Philippe Méaille
Philippe Méaille, né le 27 avril 1973 à Enghien-les-Bains dans le Val-d'Oise, est un collectionneur français d’art contemporain, fondateur en avril 2016 du château de Montsoreau-Musée d'art contemporain,,. Il détient la plus importante collection mondiale d'œuvres du collectif Art and Language,.

## Biographie
Né en 1973 à Enghien-les-Bains, Philippe Méaille entreprend après son baccalauréat des études de pharmacie à Paris. Il commence à collectionner des œuvres d'art contemporain dans les années 1990. En 1994 ou 1995, il découvre le travail du collectif Art and Language et prend contact avec les artistes par le truchement du galeriste Eric Fabre. Il achète un ensemble de leurs œuvres à la banque suisse Rothschild , acquises par cette dernière 20 ans plus tôt auprès du galeriste zurichois Bruno Bischofberger, qui les avait exposées en 1972. Il raconte ainsi la dimension particulière de cette acquisition  : 

« Les éditions étaient au complet, j'ai donc dû me décider sur l'acquisition de 50 ou 100 exemplaires de la même œuvre [...] Même si je n'avais pas l'intention d'acheter toute la collection, je pris aisément conscience qu'un véritable trésor était disposé sur la table de conférence de la Banque. Il y avait des livres d'artiste en petites éditions, des lithographies, des certificats pour réaliser des peintures et des œuvres uniques [...] De manière quasi-exhaustive, les champs d'activités d'Art & Language étaient tous présents sur cette table ; des lithographies aux photostats en passant par des livres et aussi des ready-mades d'indiscernables faits [...] faisant du spectateur, l'acteur premier d'un évènement comparable à un happening, un texte-œuvre dans lequel les artistes envisagent la possibilité d'un genre nouveau qui ne serait ni littéraire, ni théorique, mais de l'art. »

Philippe Méaille continue ensuite pendant quinze ans à acheter des oeuvres du collectif, dont il constitue la plus grande collection mondiale. Il est conseillé dans ses achats par deux anciens membres du collectif, Michael Baldwin et Mel Ramsden.
Il achète en 2000, à Tiercé dans le Maine-et-Loire, le château de la Bainerie, une ancienne colonie de vacances de la municipalité d'Argenteuil. Il y installe sur 4 500 m2 sa collection d'oeuvres de Michael Baldwin et du groupe Art and Language,, qu'il expose au public en 2006, parallèlement à une exposition sur le même sujet à la galerie de l'École supérieure des beaux-arts de Nantes Métropole,,.
En 2011, Philippe Méaille annonce avoir prêté pour plusieurs années 800 pièces du collectif Art & Language au Musée d'art contemporain de Barcelone (MACBA) qui programme une exposition consacrée au collectif pour 2014,,.
En 2014, Jill Silverman van Coenegrachts devient la conservatrice de sa collection et le présente au galeriste Bernard Jordan, qui organise une exposition de sa collection d’œuvres d'Art & Language.
En 2014, le MACBA organise l'exposition de 500 œuvres du collectif, Art & Language uncompleted: The Philippe Méaille Collection, une grande rétrospective des œuvres d'Art & Language,, qui met en lumière la « perspective archéologique avec laquelle [la collection Méaille] a été assemblée ».
Philippe Méaille fonde et préside à partir de 2015 le Château de Montsoreau-Musée d'art contemporain, lancé sous l’impulsion du Conseil départemental de Maine-et-Loire, avec une exposition permanente de 500 œuvres,,. Philippe Méaille a signé un bail de 25 ans pour exploiter les lieux.
En 2017, à l'échéance du contrat de prêt avec le MACBA, Philippe Méaille décide de ne pas le renouveler et de rapatrier ces œuvres au Château de Montsoreau-Musée d'art contemporain, arguant de leur sécurité dans le contexte de la crise politique catalane,,. Cette décision entraîne les protestations du MACBA, qui fait valoir que la sécurité des oeuvres prêtées n'était pas compromise,.

## Ouvrages
- Jill Silverman van Coenegrachts (dir.), Rod Mengham et Philippe Méaille, Made in Zurich – Selected Editions – 1965-1972 Art & Language, Éditions Bernard Jordan, 2014 (ISBN 978-3-00-047269-5)
- Carles Guerra (dir.), Art & Language uncompleted : the Philippe Méaille Collection, Museu d'Art Contemporani, 2014, 258 p. (ISBN 978-84-92505-52-4)
- Matthew Jesse Jackson et Art & Language, Art & Language Reality (Dark) Fragments (Light) Philippe Méaille Collection, Château de Montsoreau-Musée d'art contemporain, 2018 (ISBN 978-2-9557917-2-1)
- Chris Dercon, The Private Museum of the Future, JRP Ringier, 2018, 214 p. (ISBN 978-3-03764-520-8)